# Acridoderes crassus
Acridoderes crassus är en insektsart som beskrevs av Bolívar, I. 1889. Acridoderes crassus ingår i släktet Acridoderes och familjen gräshoppor. Inga underarter finns listade i Catalogue of Life.